# La Granadera (Guatemala)
La Granadera es una marcha protocolaria militar que se utiliza en Guatemala para rendir honores a la bandera de Guatemala, y como marcha presidencial o de honor para altos funcionarios. También se utiliza como marcha presidencial en la república de El Salvador, habiendo sido previamente el himno de las Provincias Unidas de Centro América.

## Historia

### Himno de Provincias Unidas
Originalmente, La Granadera fue el himno de las Provincias Unidas del Centro de América y de República Federal del Centro de América. La letra del himno fue escrita por el poeta hondureño Rómulo Ernesto Durón.

### Desaparición de las Provincias Unidas
Al desaparecer la República Federal del Centro de América, se siguió utilizando en países centroamericanos como un himno de facto.
Guatemala, adoptó una nueva letra para la Granadera, en la que habla de la insignia suprema de ese país, pero por lo general; la letra no es usada en actos protocolarios.

### Piezas musicales de la Granadera
La pieza musical conocida como «La Granadera» tiene tres versiones, la primera es la militar: que fue una composición específica creada en el año 1842 durante el gobierno del licenciado José Venancio López, su autor aún permanece anónimo; la misma era ejecutada por las bandas marciales para rendir honores al Ministerio de la Defensa Nacional de Guatemala Ministro de Guerra.
Las segunda también era ejecutada por militares para rendir honores al señor Presidente y a la bandera de Guatemala; su interpretación musical adquirió carácter obligatorio en los actos oficiales; especialmente en los actos a los que asistían los representantes diplomáticos extranjeros centroamericanos. La primera vez que se utilizó «La Granadera» como marcha presidencial fue para la fundación de la República de Guatemala, durante el gobierno de Rafael Carrera, convirtiéndose en la marcha protocolaria para el mandatario.
La tercera versión es la religiosa, esta composición fue creada en el año 1877 durante el Gobierno del general Guatemalteco, Justo Rufino Barrios, su autor también permanece anónimo; la misma es ejecutada por bandas marciales a la salida y entrada de los templos de las procesiones mayores, aunque fue creada con exclusividad como un himno para Jesús Nazareno.

### Historia de la pieza
«La Granadera» es una pieza musical que en el ámbito religioso merece para la feligresía católica, el mayor de los respetos porque al compás de sus acordes se inician los cortejos procesionales denominados «mayores» en los templos, iglesias y basílicas de Guatemala.
Tanto las primeras dos versiones de «La Granadera», se refieren a la misma composición musical de corte marcial, hasta el momento no se ha logrado determinar el verdadero origen de ésta composición musical, siendo firmada como «Anónimo» en todas sus reproducciones en discos grabadas por bandas de corte marcial.
Con respecto a la de origen «religioso», a pesar de llamarse también «La Granadera», corresponde a una marcha Fúnebre de origen guatemalteco de quién tampoco se conoce su autor, pero que se ha ubicado en la línea del tiempo hacia finales del siglo XIX, aunque algunos estudiosos de la historia se la atribuyen al Maestro Eulalio Samayoa quien, el 2 de julio de 1813, fundó la Asociación Filarmónica del Sagrado Corazón de Jesús en la Ciudad de Guatemala y que hoy se le conoce como la Asociación Filarmónica de Guatemala, Sagrado Corazón de Jesús.

## Uso en la actualidad
Fue interpretada como himno nacional de Guatemala durante la toma de mando de Rafael Carrera, y usado como marcha presidencial desde la época de Rafael Carrera. Fue usada como marcha presidencial durante la entrada al Estadio de la Revolución de Jacobo Árbenz y Juan José Arévalo.
Las diferencias en cuanto a estructura musical posiblemente pasan desapercibidas para la mayoría de la población centroamericana, sin embargo, los entendidos en música conocen y saben diferenciar muy bien cada una de las tres versiones de dicha composición musical. «La Granadera» ha sido parte intrínseca del protocolo guatemalteco y la población se extraña cuando en actos solemnes de orden político no es ejecutada; tal el caso de la ascensión a la Presidencia del licenciado Ramiro de León Carpio y de Alejandro Maldonado Aguirre, cuando por las circunstancias imperantes, no hubo presencia de bandas musicales militares ni grabaciones, y el himno nacional fue cantado «a capella»; esa fue la primera vez que en un traspaso de mando presidencial no se ejecutó.
También se ejecuta una marcha militar corta, al final de cada discurso del presidente, y vicepresidente.
Según varias fuentes, el expresidente Otto Pérez Molina, reinstauró La Granadera como marcha presidencial sustituyendo al Rey Quiché, anteriormente instruida por Álvaro Colom. La Granadera se usaba en exceso —según muchos— porque la usaba «cada vez que se meneaba».

## Letra

### Letra original
Ya se ve, Patria mía, en tu oriente
nuevo sol esparcir claridad;
ya podemos con voz reverente
pronunciar: Dios, Unión, Libertad.
Cambiarán ya tu vida y tu suerte
un solo hombre tus hijos serán;
ya entre ellos no habrá guerra o muerte
y dichosos tu bien labrarán.
Ya podrás alcanzar pura gloria,
de tus próceres sueño tenaz
y el laurel de tu espléndida historia
será signo de triunfos de paz.
Salve, Patria, tu hermosa bandera
luce al viento del cielo el color;
a su sombra juramos doquiera
a vencer o morir por tu honor.

### Letra adaptada
Autor de la Letra La Granadera: PEM Álvaro De León Cruz.
Pabellón nacional
eres el símbolo de mi país
emblema universal
que identificas nuestra sangre y nacionalidad,
ondeas en el viento
en señal de hermandad,
signo eres de soberanía y de libertad.
Con reverencia honramos tu hermosura,
y con civismo
honramos tu esplendor
tus colores belleza de cielo;
y con nubes
hizo suave nido
el bello quetzal.